# Василевка (Полтавский район)
Василевка (укр. Василівка) — село в Василевском сельском совет Полтавского района Полтавской области Украины.
Код КОАТУУ — 5324080501. Население по переписи 2001 года составляло 723 человека.
Является административным центром Василевского сельского совета, в который, кроме того, входят сёла
Великое Ладыжино и
Малое Ладыжино.

## Географическое положение
Село Василевка находится на левом берегу реки Коломак,
выше по течению на расстоянии в 2,5 км расположено село Зеленковка (Чутовский район),
ниже по течению на расстоянии в 1,5 км расположено село Малое Ладыжино,
на противоположном берегу — село Бурты.
Река в этом месте извилистая, образует лиманы, старицы и заболоченные озёра.
Рядом проходит автомобильная дорога М-03.

## Экономика
- «Василевское», ООО.

## Объекты социальной сферы
- Школа.